# Куклино (Нижегородская область)
 Куклино  — деревня в Шарангском районе Нижегородской области в составе Роженцовского сельсовета.

## География
Расположена на расстоянии примерно 9 км на юг по прямой от районного центра посёлка Шаранга.

## История
Упоминается с 1891 года как починок Куклин, где в 1905 году дворов 32 и жителей 208, в 1926 (деревня Куклино) 47 и 246, в 1950 50 и 192. Основана по местным данным в 1843—1844 годах переселенцами из Яранского уезда крестьянами Куклиными. В 30-е годы был создан колхоз «Куклинский». С 1956 года деревня входила в состав колхоза «Заветы Ильича», с 1966 колхоза «Роженцово».

## Население
Постоянное население составляло 37 человек (русские 89 %) в 2002 году, 31 в 2010.